# Commonwealth Games 2022/Gewichtheben
Bei den Commonwealth Games 2022 in Birmingham, England, fanden vom 29. Juli bis 4. August 2022 im Gewichtheben 16 Wettbewerbe statt, davon jeweils acht für Männer und Frauen. Außerdem wurden am 4. August 2022 je zwei Wettbewerbe für Männer und Frauen im Kraftdreikampf (Para-Powerlifting) ausgetragen, die offen für Behindertensportler waren. Austragungsort war das National Exhibition Centre.

## Gewichtheben

### Männer

#### Klasse bis 55 kg
| Platz | Land | Sportler              |
| ----- | ---- | --------------------- |
| 1     | MAS  | Aniq Kasdan           |
| 2     | IND  | Sanket Mahadev Sargar |
| 3     | SRI  | Dilanka Isuru Kumara  |

Finale: 30. Juli 2022

#### Klasse bis 61 kg
| Platz | Land | Sportler            |
| ----- | ---- | ------------------- |
| 1     | MAS  | Muhamad Aznil Bidin |
| 2     | PNG  | Morea Baru          |
| 3     | IND  | Gururaja Poojary    |

Finale: 30. Juli 2022

#### Klasse bis 67 kg
| Platz | Land | Sportler                |
| ----- | ---- | ----------------------- |
| 1     | IND  | Jeremy Lalrinnunga      |
| 2     | SAM  | Vaipava Nevo Ioane      |
| 3     | NGR  | Edidiong Joseph Umoafia |

Finale: 31. Juli 2022

#### Klasse bis 73 kg
| Platz | Land | Sportler              |
| ----- | ---- | --------------------- |
| 1     | IND  | Achinta Sheuli        |
| 2     | MAS  | Erry Hidayat Muhammad |
| 3     | CAN  | Shad Darsigny         |

Finale: 31. Juli 2022

#### Klasse bis 81 kg
| Platz | Land | Sportler       |
| ----- | ---- | -------------- |
| 1     | ENG  | Chris Murray   |
| 2     | AUS  | Kyle Bruce     |
| 3     | CAN  | Nicolas Vachon |

Finale: 1. August 2022

#### Klasse bis 96 kg
| Platz | Land | Sportler                  |
| ----- | ---- | ------------------------- |
| 1     | SAM  | Don Opeloge               |
| 2     | IND  | Vikas Thakur              |
| 3     | FIJ  | Taniela Tuisuva Rainibogi |

Finale: 2. August 2022

#### Klasse bis 109 kg
| Platz | Land | Sportler                        |
| ----- | ---- | ------------------------------- |
| 1     | CMR  | Junior Periclex Ngadja Nyabeyeu |
| 2     | SAM  | Jack Hitila Opeloge             |
| 3     | IND  | Lovepreet Singh                 |

Finale: 3. August 2022

#### Klasse über 109 kg
| Platz | Land | Sportler          |
| ----- | ---- | ----------------- |
| 1     | PAK  | Nooh Dastgir Butt |
| 2     | NZL  | David Liti        |
| 3     | IND  | Gurdeep Singh     |

Finale: 3. August 2022

### Frauen

#### Klasse bis 49 kg
| Platz | Land | Sportlerin            |
| ----- | ---- | --------------------- |
| 1     | IND  | Saikhom Mirabai Chanu |
| 2     | MRI  | Roilya Ranaivosoa     |
| 3     | CAN  | Hannah Kaminski       |

Finale: 30. Juli 2022

#### Klasse bis 55 kg
| Platz | Land | Sportlerin             |
| ----- | ---- | ---------------------- |
| 1     | NGR  | Adijat Olarinoye       |
| 2     | IND  | Bindyarani Sorokhaibam |
| 3     | ENG  | Fraer Morrow           |

Finale: 30. Juli 2022

#### Klasse bis 59 kg
| Platz | Land | Sportlerin           |
| ----- | ---- | -------------------- |
| 1     | NGR  | Rafiatu Lawal        |
| 2     | ENG  | Jessica Gordon Brown |
| 3     | CAN  | Tali Darsigny        |

Finale: 31. Juli 2022

#### Klasse bis 64 kg
| Platz | Land | Sportlerin                |
| ----- | ---- | ------------------------- |
| 1     | CAN  | Maude Charron             |
| 2     | AUS  | Sarah Maureen Cochrane    |
| 3     | NGR  | Islamiyat Adebukola Yusuf |

Finale: 1. August 2022

#### Klasse bis 71 kg
| Platz | Land | Sportlerin      |
| ----- | ---- | --------------- |
| 1     | ENG  | Sarah Davies    |
| 2     | CAN  | Alexis Ashworth |
| 3     | IND  | Harjinder Kaur  |

Finale: 1. August 2022

#### Klasse bis 76 kg
| Platz | Land | Sportlerin    |
| ----- | ---- | ------------- |
| 1     | CAN  | Maya Laylor   |
| 2     | NGR  | Taiwo Liadi   |
| 3     | NRU  | Maximina Uepa |

Finale: 2. August 2022

#### Klasse bis 87 kg
| Platz | Land | Sportlerin        |
| ----- | ---- | ----------------- |
| 1     | AUS  | Eileen Cikamatana |
| 2     | CAN  | Kristel Ngarlem   |
| 3     | NGR  | Mary Taiwo Osijo  |

Finale: 2. August 2022

#### Klasse über 87 kg
| Platz | Land | Sportlerin            |
| ----- | ---- | --------------------- |
| 1     | ENG  | Emily Campbell        |
| 2     | SAM  | Feagaiga Stowers      |
| 3     | AUS  | Charisma Amoe Tarrant |

Finale: 3. August 2022

## Kraftdreikampf (Para-Powerlifting)

### Männer

#### Leichtgewicht
| Platz | Land | Sportler             |
| ----- | ---- | -------------------- |
| 1     | MAS  | Bonnie Bunyau Gustin |
| 2     | ENG  | Mark Swan            |
| 3     | NGR  | Innocent Nnamdi      |

Finale: 4. August 2022

#### Schwergewicht
| Platz | Land | Sportler            |
| ----- | ---- | ------------------- |
| 1     | IND  | Sudhir              |
| 2     | NGR  | Ikechukwu Obichukwu |
| 3     | SCO  | Micky Yule          |

Finale: 4. August 2022

### Frauen

#### Leichtgewicht
| Platz | Land | Sportlerin            |
| ----- | ---- | --------------------- |
| 1     | ENG  | Zoe Newson            |
| 2     | ENG  | Olivia Broome         |
| 3     | KEN  | Hellen Wawira Kariuki |

Finale: 4. August 2022

#### Schwergewicht
| Platz | Land | Sportlerin             |
| ----- | ---- | ---------------------- |
| 1     | NGR  | Folashade Oluwafemiayo |
| 2     | NGR  | Bose Omolayo           |
| 3     | AUS  | Hani Watson            |

Finale: 4. August 2022

## Medaillenspiegel
| Platz  | Land            | Gold | Silber | Bronze | Gesamt |
| ------ | --------------- | ---- | ------ | ------ | ------ |
| 1      | Indien          | 4    | 3      | 4      | 11     |
| 2      | England         | 4    | 3      | 1      | 8      |
| 3      | Nigeria         | 3    | 3      | 4      | 10     |
| 4      | Malaysia        | 3    | 1      | —      | 4      |
| 5      | Kanada          | 2    | 2      | 4      | 8      |
| 6      | Samoa           | 1    | 3      | —      | 4      |
| 7      | Australien      | 1    | 2      | 2      | 5      |
| 8      | Kamerun         | 1    | —      | —      | 1      |
| 8      | Pakistan        | 1    | —      | —      | 1      |
| 10     | Mauritius       | —    | 1      | —      | 1      |
| 10     | Neuseeland      | —    | 1      | —      | 1      |
| 10     | Papua-Neuguinea | —    | 1      | —      | 1      |
| 13     | Fidschi         | —    | —      | 1      | 1      |
| 13     | Kenia           | —    | —      | 1      | 1      |
| 13     | Nauru           | —    | —      | 1      | 1      |
| 13     | Schottland      | —    | —      | 1      | 1      |
| 13     | Sri Lanka       | —    | —      | 1      | 1      |
| Gesamt | Gesamt          | 20   | 20     | 20     | 60     |